# MiniLiner
MiniLiner war eine italienische Frachtfluggesellschaft mit Sitz in Bergamo. Sie führte Ad-hoc-Flüge und Linienflüge durch.

## Geschichte
MiniLiner wurde im Oktober 1981 gegründet, um mit kleinen Frachtflugzeugen ein Netzwerk von und zu kleinen Flughäfen für eilige Fracht- und Paketsendungen aufzubauen. Sie nahm 1982 als erste italienische Nachtflüge durchführende Fluggesellschaft den Flugbetrieb auf.
Ab September 1988 wurden Zubringerflüge für FedEx, Poste Italiane und UPS Airlines geflogen, sie kooperierte ab 1998 für einige Zeit mit Farnair Switzerland. Im März 2007 beschäftigte das Unternehmen etwa 90 Mitarbeiter.
Zum 31. Januar 2015 wurde MiniLiner durch die italienische Luftfahrtbehörde aus wirtschaftlichen Gründen bis auf weiteres die Betriebslizenz entzogen.

## Flugziele
Es wurden von Bergamo aus regelmäßig die Flughäfen Belgrad und Zagreb bedient, weitere Ziele wurden im Charterbetrieb angeflogen.

## Flotte

### Flotte bei Betriebseinstellung

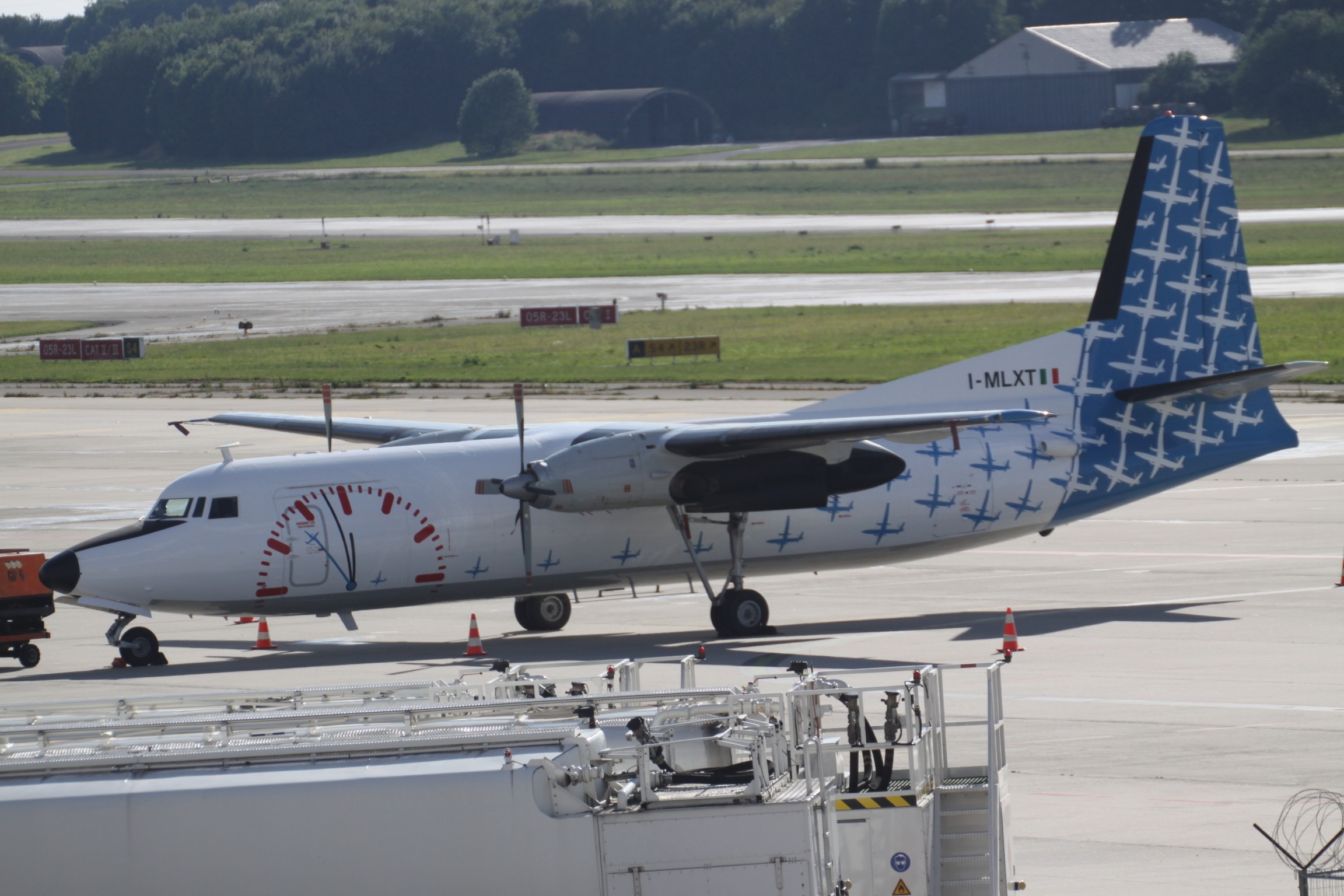
Eine Fokker F27 Friendship der MiniLiner

Mit Stand August 2015 bestand die Flotte der MiniLiner aus zwei Fokker 50F mit einem Durchschnittsalter von 25 Jahren.

### Zuvor eingesetzte Flugzeuge
In der Zeit zuvor wurden auch Flugzeuge des Typs Fokker F27 Friendship benutzt.

## Zwischenfälle
- Am 24. Oktober 2013 verlor eine Fokker 27 kurz nach dem Start in Paris in etwa 1000 ft Höhe auf Grund eines Defektes im linken Triebwerk den Propeller und viel Treibstoff. Die Maschine musste zum Flughafen Paris-Charles-de-Gaulle zurückkehren. Sie war für Europe Airpost auf einem Inlandsflug unterwegs.[5]